# Ставарашти (Бузау)
Ставарашти (рум. Stăvărăști) насеље је у Румунији у округу Бузау у општини Балта Алба. Oпштина се налази на надморској висини од 46 m.

## Становништво
Према подацима из 2002. године у насељу је живело 99 становника, од којих су сви румунске националности.